# Molophilus (Molophilus) plumbeiceps
Molophilus (Molophilus) plumbeiceps is een tweevleugelige uit de familie steltmuggen (Limoniidae). De soort komt voor in het Australaziatisch gebied.